# Sucre (Miranda)
Pour les articles homonymes, voir Sucre (homonymie).
Sucre est l'une des vingt-et-une municipalités de l'État de Miranda au Venezuela et l'une des cinq municipalités formant le District capitale de Caracas avec les municipalités de Baruta, Chacao, El Hatillo et Libertador. Son chef-lieu est Petare. En 2011, la population s'élève à 600 351 habitants.

## Géographie

### Subdivisions
La municipalité est divisée en cinq paroisses civiles avec, chacune à sa tête, une capitale (entre parenthèses) :
- Caucagüita (Caucagüita) ;
- Fila de Mariches (Fila de Mariches) ;
- La Dolorita (La Dolorita) ;
- Leoncio Martínez (Los Dos Caminos) ;
- Petare (Petare).